# Duane Hitchings
Duane Hitchings (* 25. dubna 1943) je americký rockový hudebník, hráč na klávesové nástroje. Na klavír hrál od pěti let. V letech 1972–1973 byl členem kapely Cactus, s níž nahrál její čtvrté album 'Ot 'n' Sweaty (1972). V polovině 70. let nahrál dvě alba se skupinou Thee Image. Roku 1977 nahrál sólové album One Man Band. Počátkem 80. let působil v doprovodné skupině zpěváka Alice Coopera, v níž ve stejné době hrál také kytarista Thee Image Mike Pinera. Nahráli s ním alba Special Forces (1981) a Zipper Catches Skin (1982). Během své kariéry hrál s desítkami dalších hudebníků, mezi něž patří například Jan Akkerman, Jeff Beck, Eric Carmen, Harvey Mandel (Righteous), Buddy Miles a kapely Badfinger a The Runaways. Je spoluautorem několika písní Roda Stewarta, včetně hitu „Da Ya Think I'm Sexy?“ (1978).